# Trasacco
Trasacco (Trasacche in dialetto marsicano) è un comune italiano di 5 758 abitanti della provincia dell'Aquila in Abruzzo.

## Geografia fisica
Trasacco è situato sul versante meridionale dell'ex alveo del Fucino, alle pendici del monte Labbrone (1099 m s.l.m.). Il monte Alto (1787 m s.l.m.) segna il confine con il limitrofo comune di Luco dei Marsi, il monte Longagna (1769 m s.l.m.) con quello di Collelongo.
Nel territorio trasaccano si trova l'imbocco della Vallelonga, propaggine meridionale della Marsica situata nel perimetro esterno del parco nazionale d'Abruzzo, Lazio e Molise.
Trasacco confina ad est con il comune di Ortucchio, a sud con Collelongo e ad ovest con Luco dei Marsi. A sud ovest il suo territorio montano separa la piana del Fucino dalla valle Roveto.

## Origini del nome
L'origine del nome Trasacco è legata al termine latino Transaquas, ovvero "al di là delle acque". Il centro acquisì questo nome grazie alla sua posizione geografica rispetto al lago del Fucino e all'importante municipio romano di Marruvium, situato presso la contemporanea San Benedetto dei Marsi. Il nucleo più antico del territorio, risalente all'epoca preromana, era probabilmente denominato in lingua marsa Supna. Esso avrebbe dato il nome al successivo vicus di Supinum, situato più a valle rispetto al nucleo precedente.
Il centro venne chiamato Transaquas in occasione del primo prosciugamento del lago realizzato tra il 41 e il 52 d.C. dall'imperatore Claudio attraverso la realizzazione degli omonimi cunicoli.

## Storia

### Origini

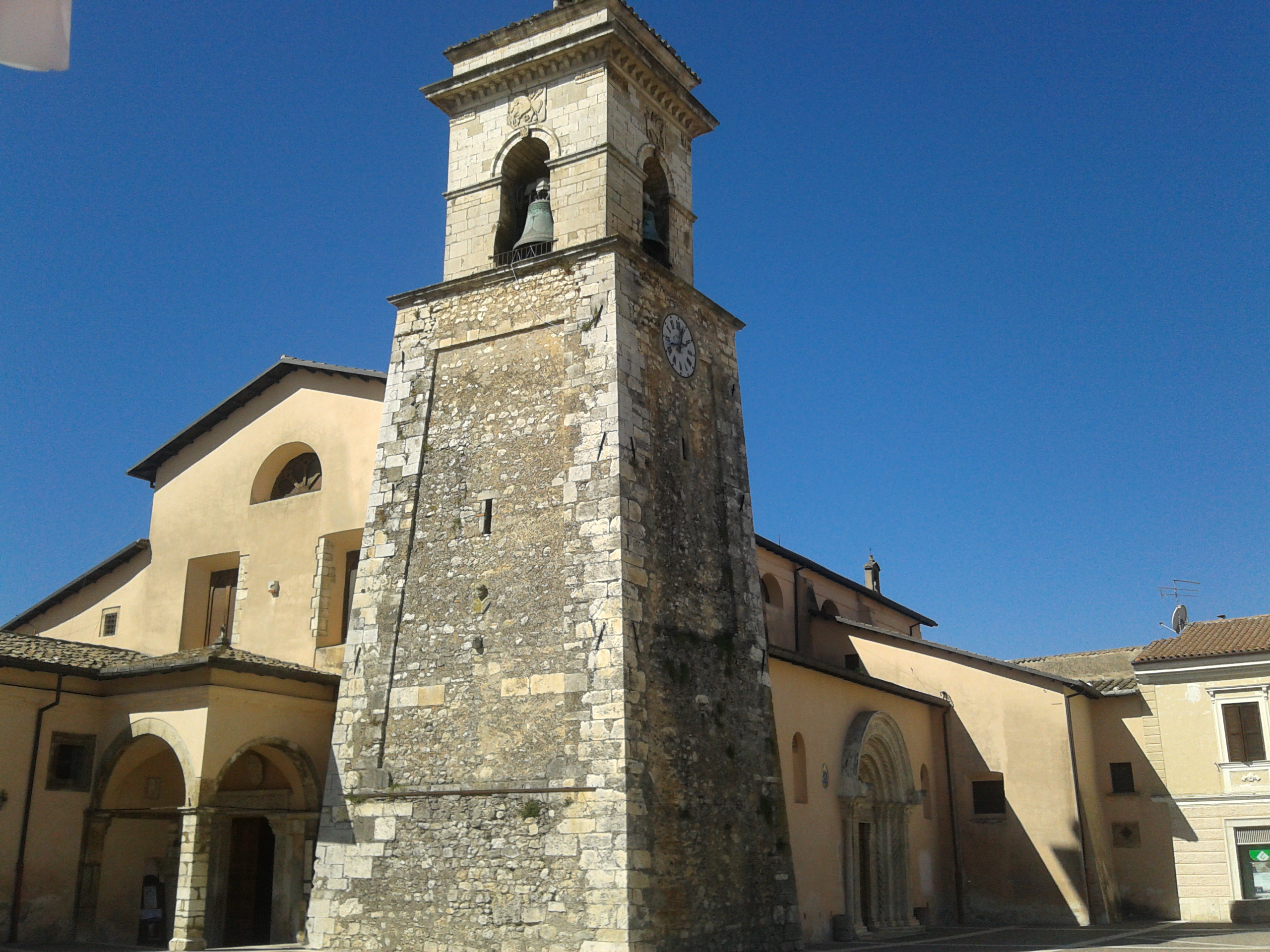
Basilica dei Santi Cesidio e Rufino

Il centro fortificato italico, probabilmente chiamato Supna in lingua marsa, era situato sul monte Alto. I suoi abitanti in epoca romana abbandonarono l'ocre posizionato in altura per edificare il vicus denominato Supinum, nei pressi del palazzo imperiale che Claudio fece costruire in occasione dei lavori per la realizzazione dei cunicoli di Claudio, finalizzati al parziale prosciugamento e alla bonifica del lago fucense. Il centro storico trasaccano insiste su alcune necropoli di epoca tardo repubblicana e imperiale in cui sono state rinvenute sepolture di diversa fattura: tombe a cappuccina, a fossa con copertura a lastroni a loculo, nonché rilevanti sepolture monumentali come quelle appartenute ai Titecii, tribuni militari e primipilus dell'esercito romano, che rivestirono ruoli di primo piano nell'amministrazione della città antica che era situata tra Anxa-Lucus Angitiae e il municipio romano di Marruvium da cui dipese. Alcune lastre scolpite sono conservate nell'oratorio della basilica dei Santi Cesidio e Rufino.
Lontana dall'originario tracciato della via Tiburtina Valeria, Transaquas era considerata un centro religioso di primo piano nel territorio marsicano rappresentando al contempo un luogo sicuro dalle scorribande. Tuttavia nel corso del III secolo, durante la persecuzione contro i cristiani e in seguito all'irruzione ordinata dall'imperatore Massimino il Trace, Cesidio e gli altri capi spirituali vennero trucidati.

### Medioevo
Il centro si è sviluppato in epoca altomedievale quando si costruirono nuove abitazioni attorno alla chiesa madre. Tra la fine del X secolo e la prima metà dell'XI i benedettini di Montecassino disposero di possedimenti in tutta l'area marsicana. A Trasacco possedettero la chiesa di San Angelo, il monastero di San Martino, che era situato sull'omonimo colle, e la chiesa di San Tommaso in Pertugia, nella contrada di Fossa della Villa. Le dimensioni e l'importanza della cittadella aumentarono in seguito alle cospicue donazioni effettuate dai conti dei Marsi a partire dall'anno 1096, quando Berardo e la madre Gemma donarono a Taddeo, abate della chiesa martiriale di San Cesidio, e ai suoi canonici tutti i loro possedimenti in Transaqua, tranne il palazzo comitale che si trovava nei pressi della porta del castello.
Per tutto il medioevo e in età moderna Trasacco ha seguito di pari passo le vicende storiche delle contee marsicane di Albe e di Celano.
Documenti storici riportano i gravi danni verificatisi a Trasacco e in altri centri del territorio a causa delle inondazioni del lago Fucino.

### Età contemporanea

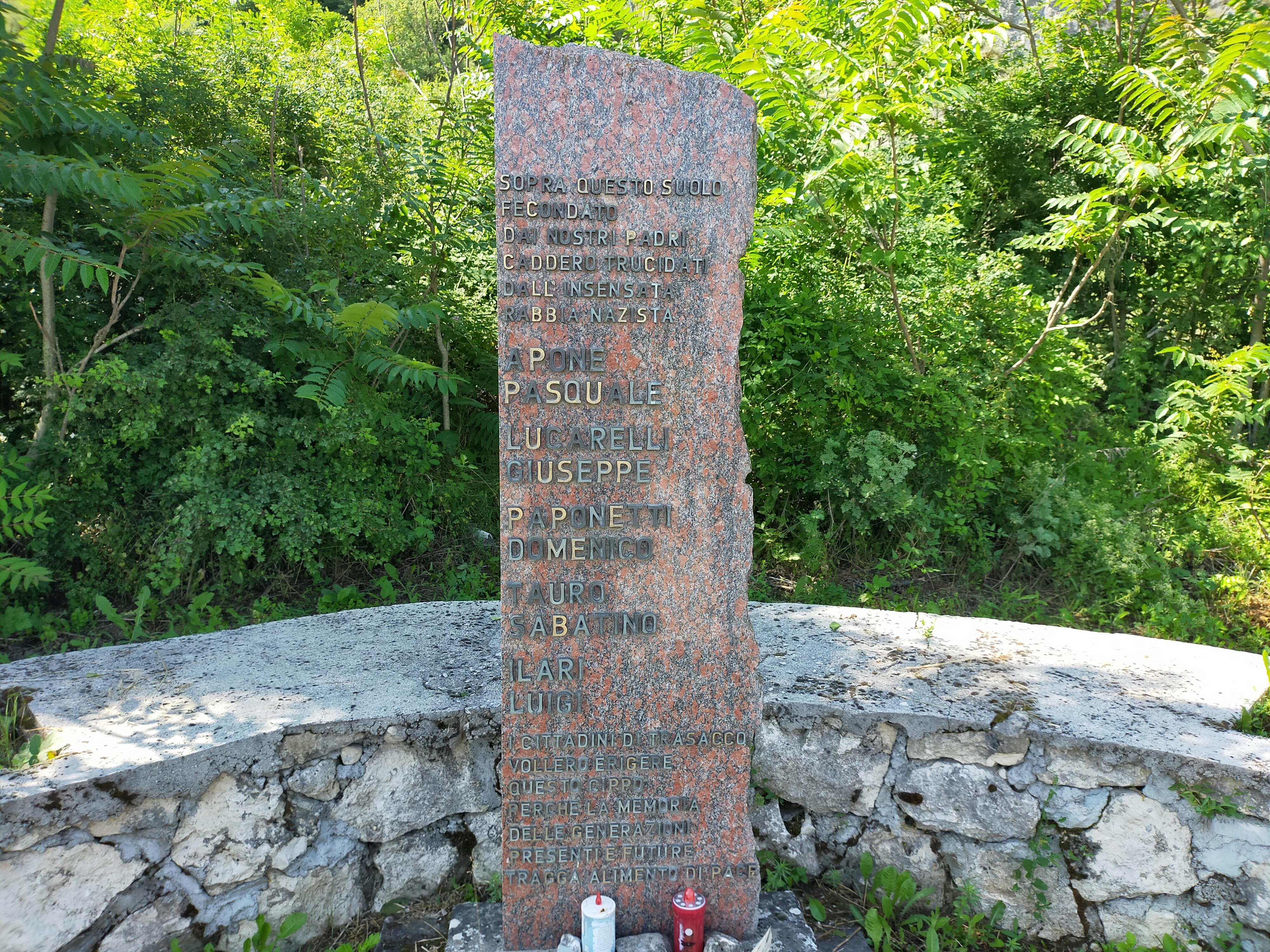
Cippo commemorativo dell'eccidio dei Tre Portoni lungo la strada provinciale n. 22 Circonfucense

In seguito all'abolizione dei feudi, dal 1811 al 1831 fu amministrativamente riunita a Luco. Nel 1847 fu istituito il suo circondario che fece parte del distretto di Avezzano.
Tra il 1855 e il 1876 Alessandro Torlonia fece prosciugare definitivamente il lago fucense consentendo la coltivazione delle terre emerse per una superficie di circa 16.000 ettari.
Alcuni agricoltori, pochi giorni prima del terremoto del 1915, denunciarono strani fenomeni che si verificarono nei terreni fucensi alle porte del paese. Riferirono di gas che fuoriuscivano dalla terra e dell'acqua dei pozzi che si era d'improvviso intorbidita. Nell'alba di quel triste giorno perì sotto le macerie circa il 10% della popolazione trasaccana.
Appena dopo la liberazione, una giovane ventiduenne, Adalgisa Antonia Carlesimo, nota come Maria e detta Faccetta Nera, innamoratasi e rimasta incinta di un graduato tedesco lo seguì in ritirata. Tornata in paese dopo il parto, la giovane madre fu accusata di essere stata la spia dei tedeschi che tra il 30 maggio e il primo giugno 1944 fecero fucilare quattro uomini in località Tre Portoni, nei pressi delle paratoie del Fucino, e una quinta persona nell'area montuosa del Longagna. I nazifascisti dopo qualche giorno commisero anche un eccidio nella vicina Collelongo fucilando altre tre persone. Il 22 maggio 1945, Faccetta Nera di ritorno a Trasacco, nonostante fosse ospitata in via precauzionale nella caserma dei carabinieri, fu presa con la forza da una folla inferocita. Appesa per i piedi su un albero della piazza di San Cesidio fu barbaramente uccisa a colpi di scure, coltelli e forconi. Nel 1947 i responsabili dell'omicidio furono processati e condannati dalla corte d'assise dell'Aquila. Già durante il processo si sollevarono molti dubbi sulla reale identità della spia che avrebbe causato la fucilazione.
L'albero, un olmo, fu rimosso nel 1950. Un monumento alla strage dei Tre Portoni fu eretto in piazza Matteotti, mentre un cippo commemorativo è stato collocato nel luogo dove avvenne l'eccidio.
Dopo le lotte contadine nel Fucino il Governo varò la riforma agraria del 1950 che portò anticipatamente all'esproprio dei terreni fucensi ai danni dei Torlonia e alla formazione, il 28 febbraio 1951, dell'ente di gestione pubblica della Maremma Tosco-Laziale e del Fucino con il conseguente graduale miglioramento delle condizioni socioeconomiche del territorio.

## Monumenti e luoghi d'interesse

### Architetture religiose

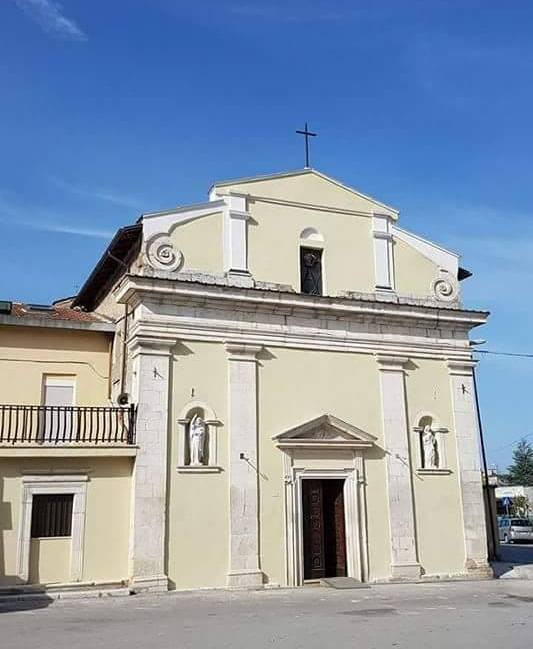
Chiesa della Madonna del Perpetuo Soccorso

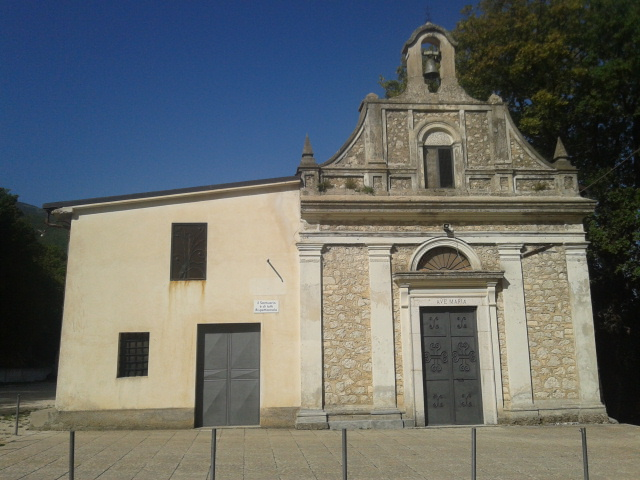
Facciata del santuario della Madonna di Candelecchia

Basilica dei Santi Cesidio e RufinoLa tradizione vuole che la basilica sia stata eretta sui resti dell'antico palazzo imperiale di Claudio. Rufino vescovo, nel 237 circa avrebbe stabilito la sua chiesa tra i resti del palazzo imperiale, affidandola al figlio Cesidio, martirizzato poi anch'egli, come il padre, insieme ai compagni di fede Placido ed Eutichio. La chiesa primitiva sarebbe andata distrutta nel 936, a seguito di un'incursione degli Ungari ma sarebbe stata presto ricostruita. L'attuale edificio, di caratteristiche duecentesche, fu eretto sulle vestigia di uno più antico, di cui sono testimoni gli atti custoditi nell'archivio parrocchiale. Tutta la storia di Trasacco coincide con la storia della basilica, che crebbe sempre più d'importanza tanto da essere successivamente inserita, come sede pievana (ecclesiastica), nelle Bolle pontificie di papa Pasquale II e di papa Clemente III nel XII secolo. La basilica raggiunse il suo massimo ampliamento nel 1618 allorquando, per aumentarne la capienza, fu aggiunta una quarta navata, oltre a quelle laterali del XIII secolo, per volere dell'abate Cicerone De Blasis. Particolare che la contraddistingue è la presenza di due porte d'ingresso "quella degli uomini" e "quella delle donne". La chiesa ha la dignità di basilica minore.
Chiesa della Madonna del Perpetuo SoccorsoEdificio religioso edificato nel 1652 in forme rinascimentali. Gravemente danneggiata dal terremoto della Marsica del 1915 la chiesa a navata unica venne restaurata durante gli anni cinquanta. Nel 2000 è stata dotata del campanile.
Santuario della Madonna di CandelecchiaDi origine antica l'originaria cappella situata a 891 m s.l.m. subì il primo ingrandimento dopo la donazione del conte Crescenzo nell'anno 1120. Durante il XX secolo alla chiesa sono stati affiancati un dormitorio ed altri locali. La facciata in pietra è sormontata da un campanile a vela.
- Cappella di Sant'Antonio[22].

### Architetture militari

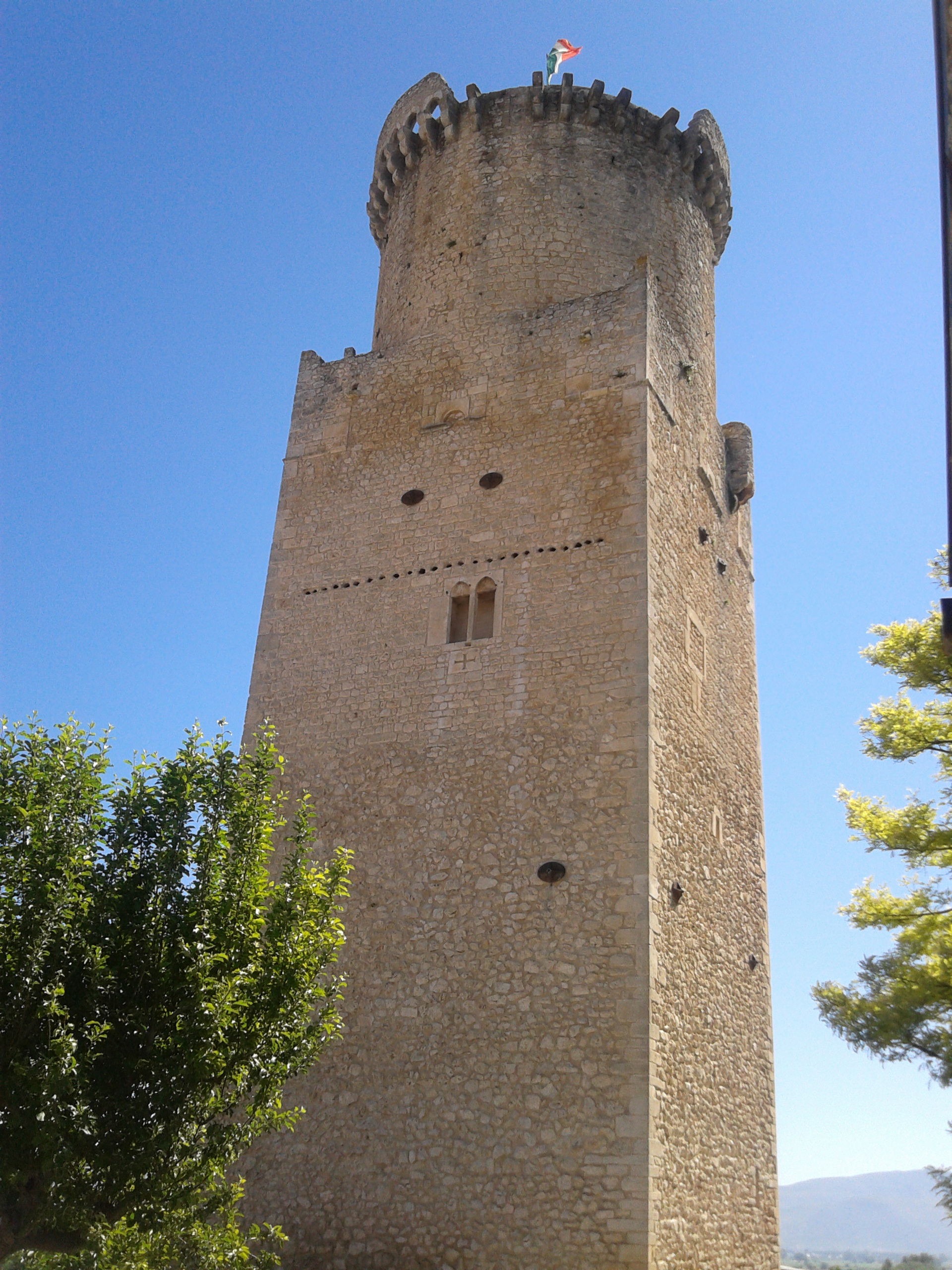
Torre Febonio

(Edward Lear, Illustrated Excursions in Italy, 1846)
Torre FebonioÈ considerato il monumento simbolo di Trasacco. La particolarità della torre medievale sta nella sua forma, quadrata alla base e cilindrica alla sommità. Alta poco più di 27 metri, fu innalzata con ogni probabilità nel XII secolo in allineamento con le diverse torri difensive che circondavano il lago del Fucino. Tuttavia la parte originaria della torre, il manufatto della base, viene fatta risalire da alcuni storici all'epoca del primo prosciugamento del lago Fucino operato sotto l'imperatore Claudio.

### Monumenti

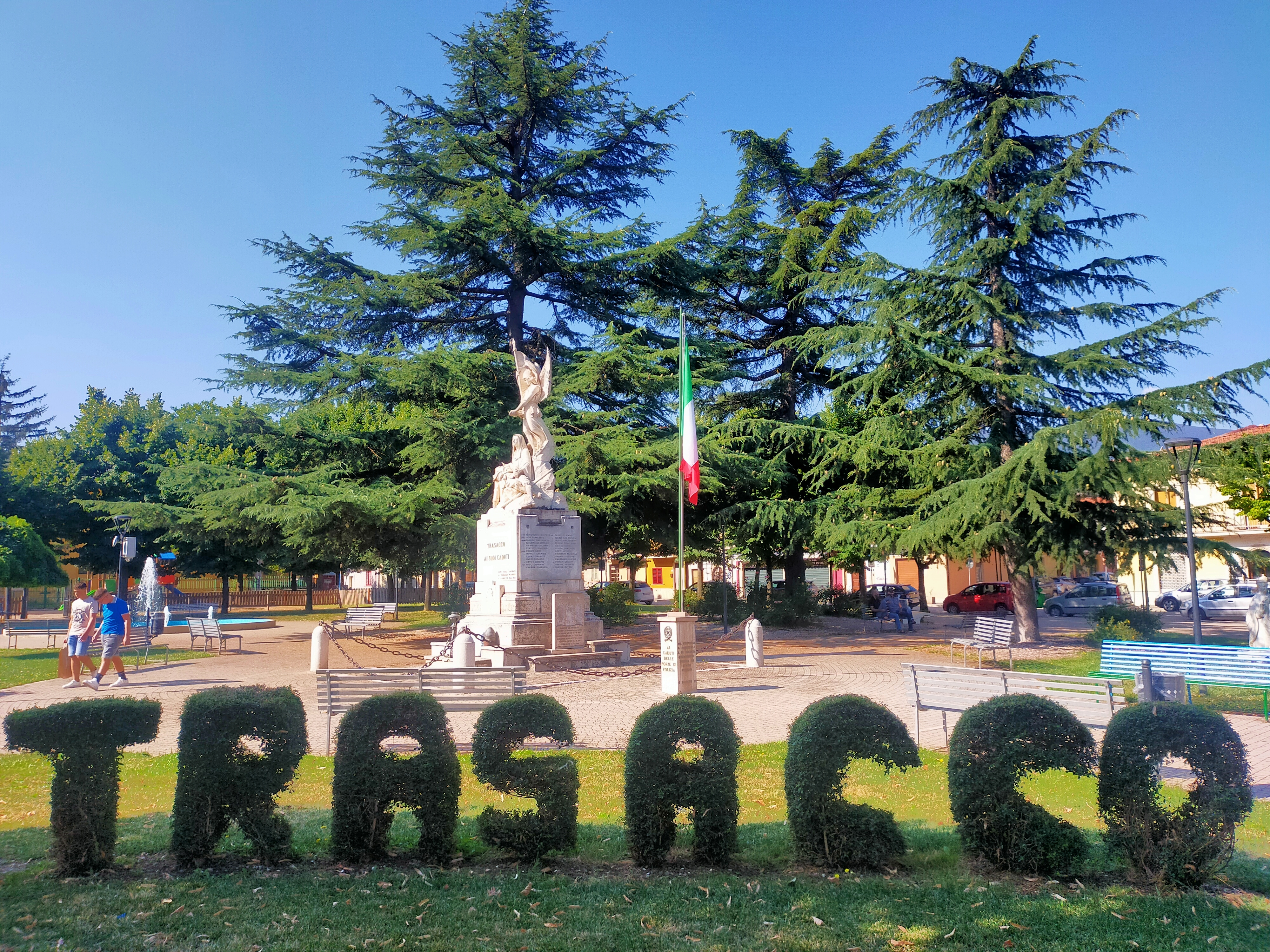
Monumento ai caduti

Monumento ai cadutiRealizzato negli anni trenta ad opera degli emigrati a Rochester nello Stato di New York, è collocato in piazza Giacomo Matteotti. Il gruppo scultoreo, in stile neoclassico, si compone di tre elementi: la Madonna che sostiene un soldato caduto e la Patria vittoriosa.
Monumento della Madonna della PellegrinaIl monumento a forma di stella e la statua della Madonna della Pellegrina sono situati sulla vetta del monte Labbrone che sovrasta il paese marsicano dominando la sottostante piana fucense. Il monumento in ferro della stella a sei punte è stato posizionato nel 1965, mentre la statua in ferro battuto e zincata della Madonna della Pellegrina è stata ricollocata nel 2014 in sostituzione della grande scultura in cemento realizzata nel 1955. Le opere sono state realizzate da Elgizio e Mauro Cancelli.
- Monumento in ricordo delle vittime dell'eccidio nazista dei Tre Portoni e cippo commemorativo, collocati rispettivamente in piazza Matteotti e in località Tre Portoni.

### Siti archeologici
La grotta ContinenzaSituata tra il monte Labbrone ed il monte Alto, è un riparo largo 10 metri e profondo 15. Poco distante, nell'area dove il monte Alto lambisce la piana del Fucino si trovano le grotte La Cava e San Nicola, due cavità di dimensioni più contenute. Studi e ricerche si sono concentrate, in particolare nel biennio 1989-1990 e tra il 2002 e il 2009, sui depositi archeologici risalenti al paleolitico e al neolitico. Numerosi e di varia natura i rinvenimenti effettuati: dai frammenti di ceramica, ai vasi, alle decorazioni.
Monumento funerario dei TiteciiMonumento dedicato alla gentes marsa dei Titecii, tribuni militari e primipilus dell'esercito romano. Ospitato nell'oratorio della basilica dei Santi Cesidio e Rufino, è composto da gruppi di lastre decorate con fregi d'armi e insegne militari risalenti all'epoca imperiale.

### Aree naturali
- Vallelonga
- Piana del Fucino
- Monte Labbrone
- Gruppo montuoso Alto-Longagna-Torricelle
- Via dei Marsi

## Società

### Evoluzione demografica
Abitanti censiti

### Etnie e minoranze straniere

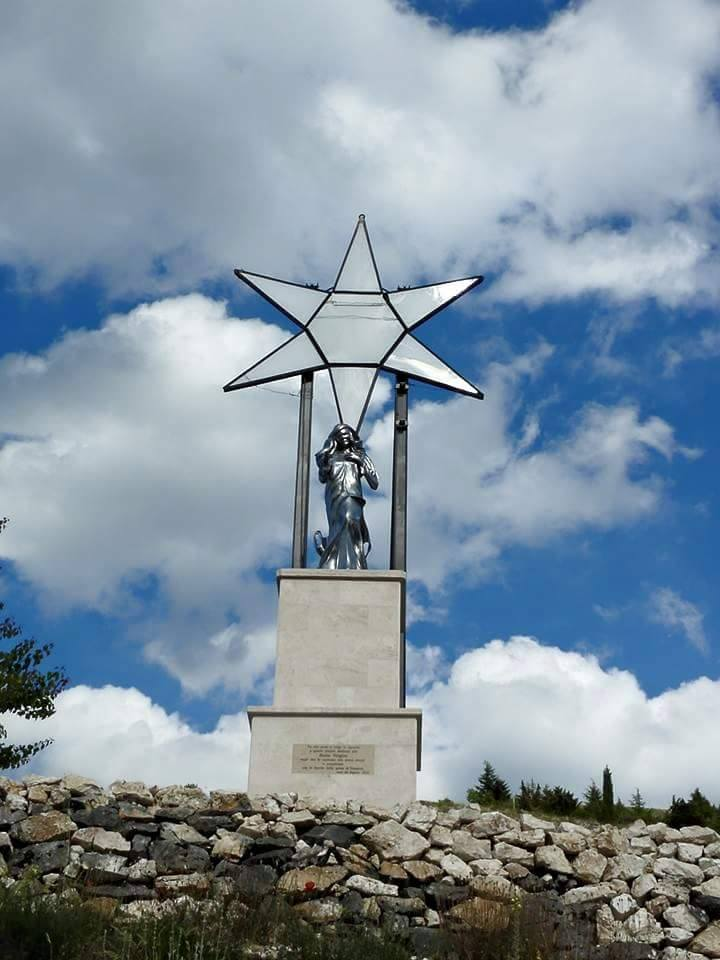
Monumento della Madonna della Pellegrina

I cittadini stranieri residenti a Trasacco rilevati dall'Istat al 31 dicembre 2020 erano 634, pari circa al 10% della popolazione residente.

### Tradizioni e folclore
- 16 gennaio: festa di sant'Antonio con la rappresentazione teatrale intitolata "Mascaritte" lungo le strade del centro storico[31].
- prima settimana di maggio: nel periodo in cui si festeggia sant'Angelo gli uomini si recano in pellegrinaggio presso il santuario della Madonna di Candelecchia per raggiungere a piedi la grotta di Sant'Angelo a Balsorano[32][33].
- 31 agosto: annualmente si svolge la festa patronale in onore di san Cesidio[34].

### Cucina

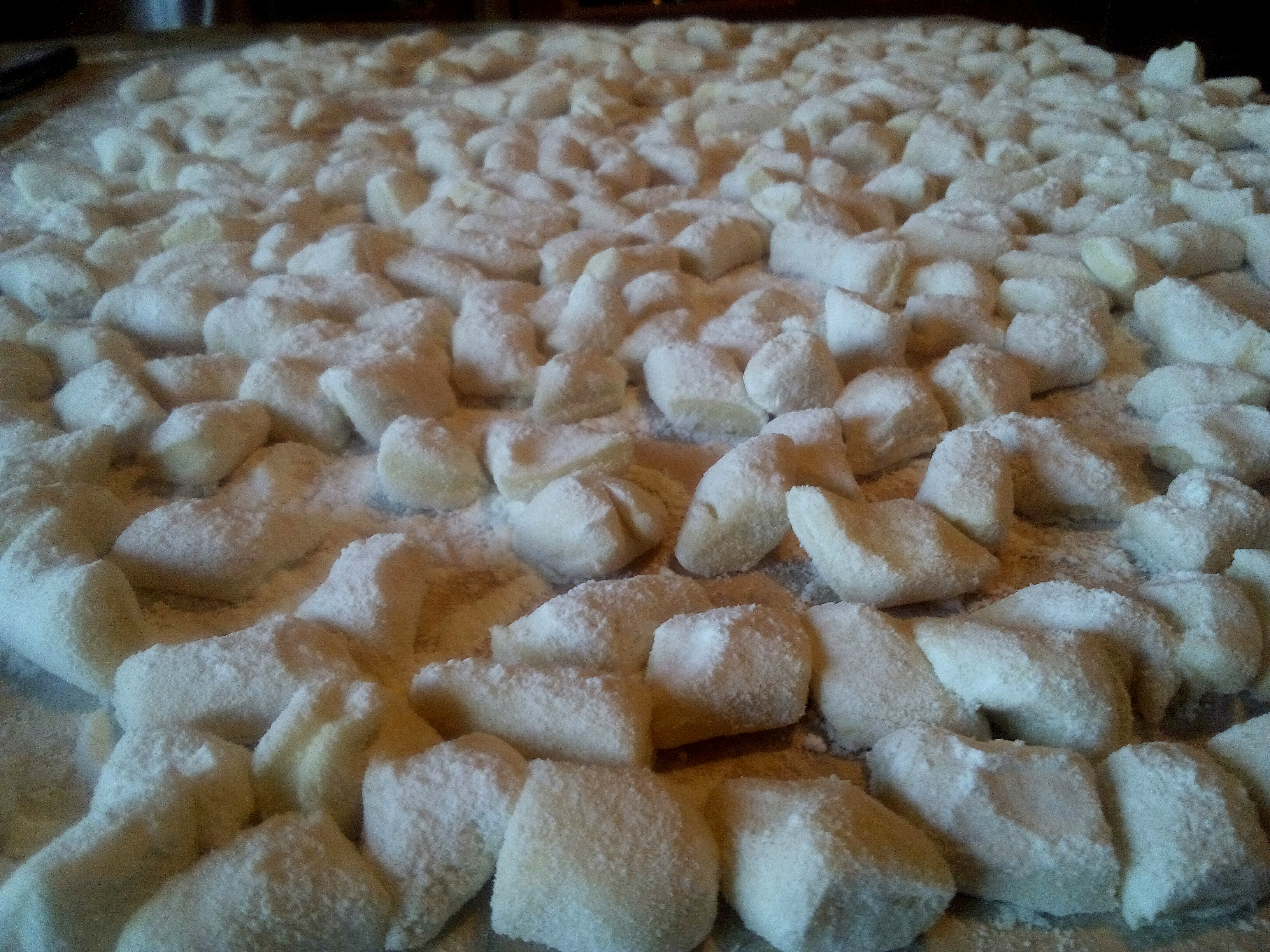
Gnocchi di patate del Fucino

La trasformazione del lago Fucino in una pianura coltivabile ha stravolto anche le abitudini culinarie trasaccane. Ai pesci d'acqua dolce, protagonisti della cucina locale fino alla fine del XIX secolo insieme alla selvaggina e alla frutta, sono subentrate le produzioni orticole fucensi come la patata del Fucino e la carota dell'altopiano del Fucino, entrambe certificate IGP. Tra i dolci tipici locali figurano i caggionetti, in dialetto cauciunitti, realizzati con il miele e ripieno di castagne o ceci e cioccolato, i mostaccioli, localmente detti murzitti, ripieni di impasto al cacao e ceci o noci le ferratelle, le pesche all'alchermes e gli amaretti marsicani.

## Infrastrutture e trasporti

### Strade
La strada provinciale n. 22 Circonfucense collega il paese con Luco dei Marsi ed Avezzano e, in direzione sud-est, con Ortucchio e San Benedetto dei Marsi. Le strade provinciali n. 19 Ultrafucense e n. 127 della Vallelonga collegano il territorio comunale rispettivamente con Celano e, a sud, con Collelongo e Villavallelonga.

## Amministrazione
Sul sito del Ministero dell'interno sono disponibili i dati di tutte le elezioni amministrative di Trasacco dal 1985 ad oggi.
| Periodo          | Periodo        | Primo cittadino     | Partito                               | Carica      | Note   |
| ---------------- | -------------- | ------------------- | ------------------------------------- | ----------- | ------ |
| 16 novembre 1997 | 7 maggio 2002  | Giuseppe Ranalletta | centro-destra                         | Sindaco     |        |
| 27 maggio 2002   | 27 maggio 2007 | Gino Gabriele Fosca | Lista civica di centro-destra         | Sindaco     |        |
| 28 maggio 2007   | 6 maggio 2012  | Gino Gabriele Fosca | Lista civica                          | Sindaco     |        |
| 7 maggio 2012    | 10 giugno 2017 | Mario Quaglieri     | Lista civica Obiettivo Trasacco       | Sindaco     |        |
| 11 giugno 2017   | 3 ottobre 2018 | Mario Quaglieri     | Lista civica Trasacco nel cuore       | Sindaco     | [ 42 ] |
| 4 ottobre 2018   | 25 maggio 2019 | Malgari Trematerra  |                                       | Comm. pref. | [ 42 ] |
| 26 maggio 2019   | 8 giugno 2024  | Cesidio Lobene      | Lista civica Per crescere insieme     | Sindaco     |        |
| 9 giugno 2024    | in carica      | Cesidio Lobene      | Lista civica Continuità e innovazione | Sindaco     |        |

### Gemellaggi
- Capalbio[43]
- San Donato Val di Comino[44]

## Sport

### Calcio

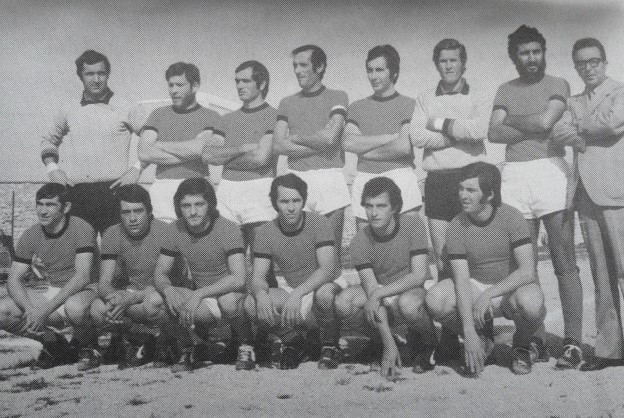
La Fucense nella stagione 1973-1974

La squadra di calcio di Trasacco è la Fucense, società fondata nel 1922. Rappresenta il comune marsicano nei tornei regionali dilettantistici e giovanili, giocando le partite interne allo stadio comunale dotato di campo in erba naturale.

### Atletica leggera
Il gruppo sportivo "Plus ultra" promuove la pratica dell'atletica leggera e del podismo sia a livello giovanile che amatoriale. Organizza diverse competizioni di trail running nel territorio della Marsica.

### Impianti sportivi
Lo stadio comunale, situato alle porte del paese, presenta il manto in erba naturale e la tribuna coperta. Lo stadio è dotato di una pista di atletica leggera.